# Kokudaka
Le kokudaka (石高) est un système de détermination de la valeur des terres visant à fixer la taxation agraire à l'époque d'Edo, en exprimant cette valeur en koku de riz. Un koku est généralement considéré comme l'équivalent de suffisamment de riz pour nourrir une personne pendant un an. Le montant de l'imposition n'est pas basé sur la quantité réelle de riz récolté, mais évalué en fonction de la qualité et la superficie de la terre. Le système est utilisé pour évaluer les revenus des daimyos, les seigneurs féodaux, ainsi que la valeur des maisons et des champs des propriétaires fonciers.
En pratique, une enquête doit être faite concernant toutes les terres des propriétés et des titres établis, entraînant ainsi une nouvelle classe de propriétaires fonciers. Les terres ne sont plus sous le contrôle incontesté du daimyo. Au-dessus, la nation est un domaine public sur lequel règne l'empereur et les propriétaires légaux sont les villageois. En outre, le samouraï n'a plus droit à une partie de la récolte. Maintenant l'impôt doit être payé en espèces et n'est plus lié à la récolte mais à la valorisation des terres, afin de pouvoir planifier l'état du budget avec plus de certitude. Alors que les impôts ne vont plus aux samouraïs improductifs mais servent au développement, les paysans les plus pauvres perdent souvent leurs terres parce qu'ils ont dû payer en espèces, sans aucune indemnité supplémentaire pour les mauvaises récoltes ou pour les effets de la déflation et de la chute des prix pour leurs produits. Aussi, durant l'ère Meiji, les locations de terres cultivées augmentent de 30 à 45 %. La taxe est prélevée sur le propriétaire individuel, et non plus sur le village comme c'était le cas auparavant durant la période Tokugawa. Le système kokudaka a permis aux ambitieux paysans aisés de s'étendre et d’investir dans d'autres entreprises.
Le système a perduré jusqu'à la réforme des taxes agraires durant l'ère Meiji.